# Międzyborze (województwo wielkopolskie)
Międzyborze – osada leśna w Polsce, położona w województwie wielkopolskim, w powiecie gostyńskim, w gminie Pogorzela.
W latach 1975–1998 miejscowość administracyjnie należała do województwa leszczyńskiego.